# Иберия Лос-Анхелес
«Иберия Лос-Анхелес» (исп. Club Deportivo Social y Cultural Iberia) — чилийский футбольный клуб из города Лос-Анхелес.

## История
Клуб был основан 15 июня 1933 года. В настоящий момент выступает в Примере B, втором по силе дивизионе страны, куда вышел по итогам сезона 2013/14.
«Иберия Лос-Анхелес» играет свои домашние матчи на стадионе Мунисипаль де Лос-Анхелес в Лос-Анхелесе, вмещающем 4 150 зрителей.

## Клубные факты
- Сезонов в Примере (9): 1946—1954
- Сезонов в Примере B (42): 1955—1992; 2014/15-2017
- Сезонов во Втором дивизионе (6): 2012—2013/14, 2018—н. в.
- Сезонов в Третьем дивизионе (18): 1993—1998; 2000—2011